# Marie Mercier (communarde)
Pour les articles homonymes, voir Mercier et Marie Mercier.
Marie Mercier, née le 8 janvier 1850 à Issoudun et morte le 29 août 1921 à Paris (7e arrondissement), est une ouvrière qui fut une militante républicaine lors de la Commune de Paris en 1871.

## Biographie

### Enfance
Marie Mercier est née rue Beaumont à Issoudun. 

### Vie sous la Commune de Paris
Alors que les troupes versaillaises prennent le contrôle de Paris, elle doit fuir la répression qui marque la Semaine sanglante, étape finale de la Commune de Paris. Dans le même temps, son compagnon Maurice Garreau, serrurier et communard tourangeau devenu directeur de la prison de Mazas, est fusillé le 25 mai 1871. Il était âgé de 24 ans. Il semble que l'abbé Crozes ait donné à Marie Mercier la lettre d’adieu de Garreau ensuite publiée par Victor Hugo.  

### Rencontre de Victor Hugo
Victor Hugo embauche Marie Mercier à Vianden alors qu'elle fuit la répression,. Ses récits révèlent à l'écrivain l'atrocité concrète des exactions versaillaises. À la date du 17 juin 1871, il note ce témoignage de la jeune femme :

« J’ai vu fusiller à la barricade du faubourg Saint-Antoine une femme qui avait son enfant dans les bras. L’enfant avait six semaines et a été fusillé avec la mère. Les soldats qui ont fusillé cette mère et son enfant étaient du 114e de ligne. On l’a fusillée pour avoir dit : « Ces brigands de Versailles ont tué mon mari ». On a fusillé la femme d’Eudes, enceinte de sept mois. Elle avait une petite fille de quatre ou cinq ans qui a disparu. On la dit fusillée aussi. À la petite Roquette, on a fusillé environ deux mille enfants trouvés dans les barricades et n’ayant plus ni père ni mère. »

Marie Mercier semble être restée intimement proche d'Hugo jusqu’en 1878. Il écrit son affection pour elle dans quelques vers de ses poèmes, notamment dans ceux de L’Année terrible. 

### Exil et retour en France
En 1872, elle revient en France et travaille dans une brosserie de Paris, rue Malher. Condamnée à 6 mois de prison, elle s'exile à Londres à la mi-janvier 1873,. À la suite de l’amnistie des participants de la Commune en 1880, elle rentre en France. En 1893, elle s'occupe de raccommoder des parapluies dans sa boutique de la rue de Crimée. Par l’intermédiaire d'anciens communards influents, elle obtient en 1905 la gérance d’un kiosque à journaux situé place Blanche. 
Elle meurt le 29 août 1921 à Paris.

## Hommage
La place située devant la maison des associations d'Issoudun porte son nom.